# كايرو مونتنوت
كايرو مونتنوت هي كومونا تقع في مقاطعة سفونة، لغرية، إيطاليا. تبعد 50 كم غرب مدينة جنوة.